# Diacanthodis formidabilis
Diacanthodis formidabilis är en insektsart som först beskrevs av Jean Guillaume Audinet Serville 1838.  Diacanthodis formidabilis ingår i släktet Diacanthodis och familjen vårtbitare. Inga underarter finns listade i Catalogue of Life.